# Dudásy Antal
Dudásy Antal (1753 körül – Vizsoly, 1798. november 5.) minorita rendi szerzetes, tanító, iskolaigazgató, szabadkőműves. Nevét több formában is említik: Dudási Antal, Anton Dudásy.

## Életpályája
Egri származású. 1790-ben nevelő volt Kassán az Almássyaknál, majd udvari káplán Vizsolyban 1796–1798 között. A Magyar Kurir szerint a Fizikának fundementomi című munkát, amelyet az V. osztálybeli tanulóifjúság számára magyarul irt, kiadni szándékozott 1790-ben Kassán.
Szabadkőműves volt, a páholy, amelynek Kassán tagja volt, a „Rettenthetetlen erényhez” (Intrepida Virtutis) nevet viselte. Kazinczy is említi Dudási szabadkőművességét.
Kassán Baróti Szabó Dávid, Kazinczy Ferenc, Batsányi János baráti köréhez tartozott, velük később is levélváltásban, könyvkölcsönzős kapcsolatban maradt. Baróti Szabó Dáviddal kölcsönösen verset írtak egymáshoz.
Erről a társaságról, mint az ország boldogítására törekedő hív fiairól Révai Miklós közölt cikket.
Baróti Szabó Dávid Szó-Tár című munkája az ő segítségével jelent meg.
A miskolci katolikus gimnáziumnak előbb tanára (1779–1781), majd iskolaigazgatója (1793–1796) lett. Igazgatóvá válása alkalmából Baróti verset írt hozzá, ebből az is kiderül, hogy Dudásy szeme gyenge volt.
Még 1911-ben is számontartotta a Népszava, példaként említve azon szabadkőművesek között, aki a katolikus klérus minden értékesebb eleme közé tartozott a 18. század végén.